# Oxypogon guerinii
Oxypogon guerinii là một loài chim trong họ Chim ruồi.